# ProfJam
Mário Cotrim, mais conhecido pelo seu nome artístico ProfJam (nome inspirado na personagem Jamanta, da novela Torre de Babel), nascido a 6 de junho de 1991, é um rapper e cantor de hip hop português.

## Carreira
ProfJam começou a escrever as suas rimas em 2008. A sua primeira exposição ao público do hip hop ocorreu quando ele participou na competição portuguesa "Liga Knockout", onde rappers tinham que criar as suas rimas para poderem derrotar os seus adversários numa batalha 1vs1. ProfJam conheceu Carlos Gonçalves nesta altura da sua carreira. Muitas das suas rimas foram influenciadas por ele. Eles continuam a comunicar entre si e escrevem juntos.
Mais tarde, depois de desistir de Engenharia Informática e de Computadores no Instituto Superior Técnico, foi para Londres para tirar um curso de Produção de Aúdio, no SAE Institute.
Em 2016, ele criou a sua própria gravadora, Think Music Records. A gravadora foi crescendo ao longo dos anos e tornou-se numa das gravadoras mais populares em Portugal. A Think Music Records produziu para outros artistas portugueses conhecidos, como Yuzi, SippinPurpp, Mike El Nite, Lon3r Johny, entre outros.
Em janeiro de 2019, foi anunciado que ProfJam iria atuar no palco principal do Super Bock Super Rock desse ano, a 20 de julho. Em 2018, atuou no mesmo festival de música, mas no palco secundário.
Depois de lançar o seu álbum #FFFFFF em fevereiro de 2019, quase todas as músicas do álbum entraram ao Top Português de Singles, da Associação Fonográfica Portuguesa. A música "Tou bem", que conta com a participação de Lhast, chegou ao número 1 nas tabelas portuguesas em março do mesmo ano[carece de fontes?], e nos principais serviços de streaming das redes sociais, como Youtube ou Spotify[carece de fontes?]. Os singles "Água de Coco" e "Tou bem" receberam uma certificação de platina pois tiveram mais de 20,000 vendas registadas pela AFP.
A 5 de agosto de 2020, ProfJam iria atuar no Palco da Meo no MEO Sudoeste (cancelado devido à pandemia de COVID-19).

## Vida pessoal
A 10 de outubro de 2019, ProfJam foi hospitalizado depois de sofrer de psicose causada por abuso de drogas enquanto escrevia a sua canção "Anjos e Demónios".
ProfJam é católico.

## Discografia

### Mixtapes
| Título                 | Detalhes                                                                 |
| ---------------------- | ------------------------------------------------------------------------ |
| The Bing Banger Theory | - Lançamento: 6 de junho de 2014 (POR) - Gravadora: ASTROrecords         |
| Mixtakes               | - Lançamento: 30 de março de 2016 (POR) - Gravadora: Think Music Records |

### Álbuns

#### Álbuns de estúdio
| Título  | Detalhes | Certificações | Posições de pico |
| ------- | --- | ------------- | ---------------- |
| #FFFFFF | - Lançamento: 23 de fevereiro 2019 (POR) - Gravadora: Think Music Records, Sony Music - Formatos: CD, download digital | AFP: Ouro     | 1                |
| #000000 | - Lançamento: 12 de fevereiro de 2020 (POR) - Gravadora: Think Music Records - Formatos: Audiovisual                   | —             | —                |

#### Álbuns colaborativos
| Título                   | Detalhes | Certificações | Posições de pico |
| ------------------------ | --- | ------------- | ---------------- |
| System (com Benji Price) | - Lançamento: 25 de junho de 2020 (POR) - Gravadora: Think Music Records, Sony Music - Formatos: CD, download digital | —             | —                |

### Singles

#### Como artista principal
| Título                                                                                    | Ano  | Posições de pico (POR) | Certificações   | Álbum                   |
| ----------------------------------------------------------------------------------------- | ---- | ---------------------- | --------------- | ----------------------- |
| "Xamã"                                                                                    | 2016 | —                      |                 | Singles sem álbum       |
| "Mortalhas"                                                                               | 2017 | —                      |                 | Singles sem álbum       |
| "Yabba"                                                                                   | 2018 | —                      |                 | Singles sem álbum       |
| "Gwapo" (com Yuzi)                                                                        | 2018 | —                      |                 | Singles sem álbum       |
| "Água de Coco"                                                                            | 2018 | 8                      | AFP: 2x Platina | #FFFFFF                 |
| "Tou bem" (com Lhast)                                                                     | 2018 | 1                      | AFP: 3x Platina | #FFFFFF                 |
| "À Palavra"                                                                               | 2019 | 15                     |                 | #FFFFFF                 |
| "À vontade" (com Fínix MG)                                                                | 2019 | 4                      | AFP: Platina    | #FFFFFF                 |
| "Caveira"                                                                                 | 2019 | 47                     |                 | #FFFFFF                 |
| "Interlúdio"                                                                              | 2019 | 65                     |                 | #FFFFFF                 |
| "Malibu"                                                                                  | 2019 | 14                     | AFP: Platina    | #FFFFFF                 |
| "Minha"                                                                                   | 2019 | 20                     |                 | #FFFFFF                 |
| "Na Zona"                                                                                 | 2019 | 38                     |                 | #FFFFFF                 |
| "O Hino"                                                                                  | 2019 | 36                     |                 | #FFFFFF                 |
| "Se Calhar"                                                                               | 2019 | 50                     |                 | #FFFFFF                 |
| "Badman Ting" (com Benji Price)                                                           | 2019 | —                      |                 | Single sem álbum        |
| "Hei"                                                                                     | 2020 | 7                      |                 | L.S.D. "Love Songs Die" |
| "Sistema" (com Benji Price)                                                               | 2020 | 27                     |                 | System                  |
| "Tribunal" (com Benji Price)                                                              | 2020 | 13                     |                 | System                  |
| "Finais" (com Benji Price)                                                                | 2020 | 36                     |                 | System                  |
| "Xpidi" (com Benji Price)                                                                 | 2020 | 50                     |                 | System                  |
| "Lutei" (com Benji Price)                                                                 | 2020 | 62                     |                 | System                  |
| "#24" (com Benji Price)                                                                   | 2020 | 55                     |                 | System                  |
| "Perfection" (com Benji Price)                                                            | 2020 | 56                     |                 | System                  |
| "Crânio" (com Benji Price)                                                                | 2020 | 70                     |                 | System                  |
| "Origami" (com Benji Price)                                                               | 2020 | 81                     |                 | System                  |
| "Sempre" (com Benji Price)                                                                | 2020 | 78                     |                 | System                  |
| "Imortais" (com Benji Price)                                                              | 2020 | 80                     |                 | System                  |
| "Alguém Como Tu" (com Agir)                                                               | 2021 | 16                     |                 | Single sem álbum        |
| "—" denota uma gravação que não chegou às tabelas ou que não foi lançada nesse território |      |                        |                 |                         |

#### Como artista participante
| Título                                                                                    | Ano  | Posições de pico (POR) | Certificações | Álbum            |
| ----------------------------------------------------------------------------------------- | ---- | ---------------------- | ------------- | ---------------- |
| "Pensa Bem" (D.A.M.A com ProfJam)                                                         | 2017 | 68                     | AFP: Platina  | Lado a Lado      |
| "Havana" (SippinPurpp com ProfJam)                                                        | 2019 | 68                     | —             | 3880             |
| "Damn / Sky" (Lon3r Johny com ProfJam)                                                    | 2020 | 18                     | —             | Single sem álbum |
| "—" denota uma gravação que não chegou às tabelas ou que não foi lançada nesse território |      |                        |               |                  |

## Prémios
| Ano  | Prémio                              | Candidato                                                            | Categoria                | Resultado |
| ---- | ----------------------------------- | -------------------------------------------------------------------- | ------------------------ | --------- |
| 2019 | PLAY - Prémios da Música Portuguesa | "Água de Coco"                                                       | Melhor Videoclipe        | Indicado  |
| 2019 | PLAY - Prémios da Música Portuguesa | "Água de Coco"                                                       | Melhor Música Vodafone   | Indicado  |
| 2019 | MTV Europe Music Award              | ProfJam                                                              | Melhor Artista Português | Indicado  |
| 2020 | PLAY - Prémios da Música Portuguesa | #FFFFFF                                                              | Melhor Álbum             | Indicado  |
| 2020 | PLAY - Prémios da Música Portuguesa | Branko & Sango com Cosima e ProfJam - "Hear From You (ProfJam Remix) | Melhor Videoclipe        | Venceu    |